# 奧利機場內線
奥利机场内线（法語：Orlyval）是通往法国巴黎-奥利机场的机场轨道交通服务，于1991年启用。该线连接RER B线的安东尼站和奥利机场的航站楼，为采用VAL自动驾驶系统的轻便轨道交通线。

## 历史與沿革
在以前，巴黎-奥利机场的轨道交通服务常年不足。直到1980年代，前往奥利机场的旅客须搭乘绕经附近的RER C线，然后转乘穿梭巴士，或者搭乘其他公共巴士前往，并忍受中途的堵车之苦。于是，在当时运营C线的法国国家铁路公司（SNCF）提出，将C线延伸直达机场。經營RER B線和巴黎地铁的巴黎大众运输公司（RATP）也提出B線新辟一条分支及巴黎地鐵7號線延長計畫。
但是后来巴黎政府於1987年決定，讓马特拉、RATP等多家公司出资1.5亿法郎兴建“Orlyval”（奧利機場內線）项目 。這項決定遭到批評，被認為只是想展示1983年在里尔的里尔地铁首次應用的VAL自动驾驶系统，以及減少政府資金投入。到1988年，奧利機場內線的运营预算增至17.5亿法郎。
1991年10月2日，经过数年施工，奧利機場內線建成通车。当时由马特拉运作，不过由于将乘客群体定位为商务人士，单程票高达55法郎，因此客流量仅有预计的1/3。后来尽管马特拉降低了票价，但效果不大。至1992年，年客流量仅有120万，远低于预计的430万。结果1992年12月，奧利機場內線被迫清算转交RATP运营，法兰西岛大区为此给予了每年1000万法郎的补助金直到2021年。
1993年开始，奧利機場內線的发车频率提高了10%，乘客量有所增加，不过当局发现每日的使用率并不均等，星期五的使用率明显偏高。为了更好的进行运营管理，当局在1994年2月做了一次调查。报告显示，奧利機場內線的乘客69%为男性、機場工作和行政人員或自由职业者，RATP于是由1994年6月27日起将奧利機場內線服务时限延长。

## 线路走向与车站列表
|  |   |  |           |                  |              |
|  |   |  | 车站      | 途经城镇         | 转乘其他列车 |
|  | o |  | 安东尼    | 安东尼           | (RER) · (B)  |
|  | o |  | 奥利1,2,3 | 帕赖维埃耶波斯特 |              |
|  | o |  | 奥利4     | 帕赖维埃耶波斯特 |              |

## 使用车型

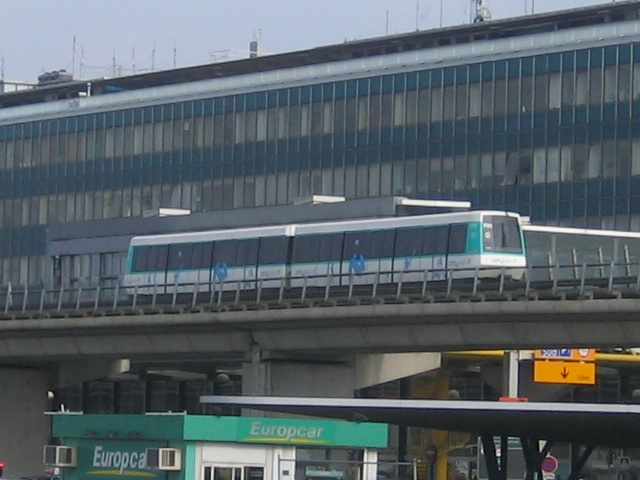
VAL 206行走在Orlyval上
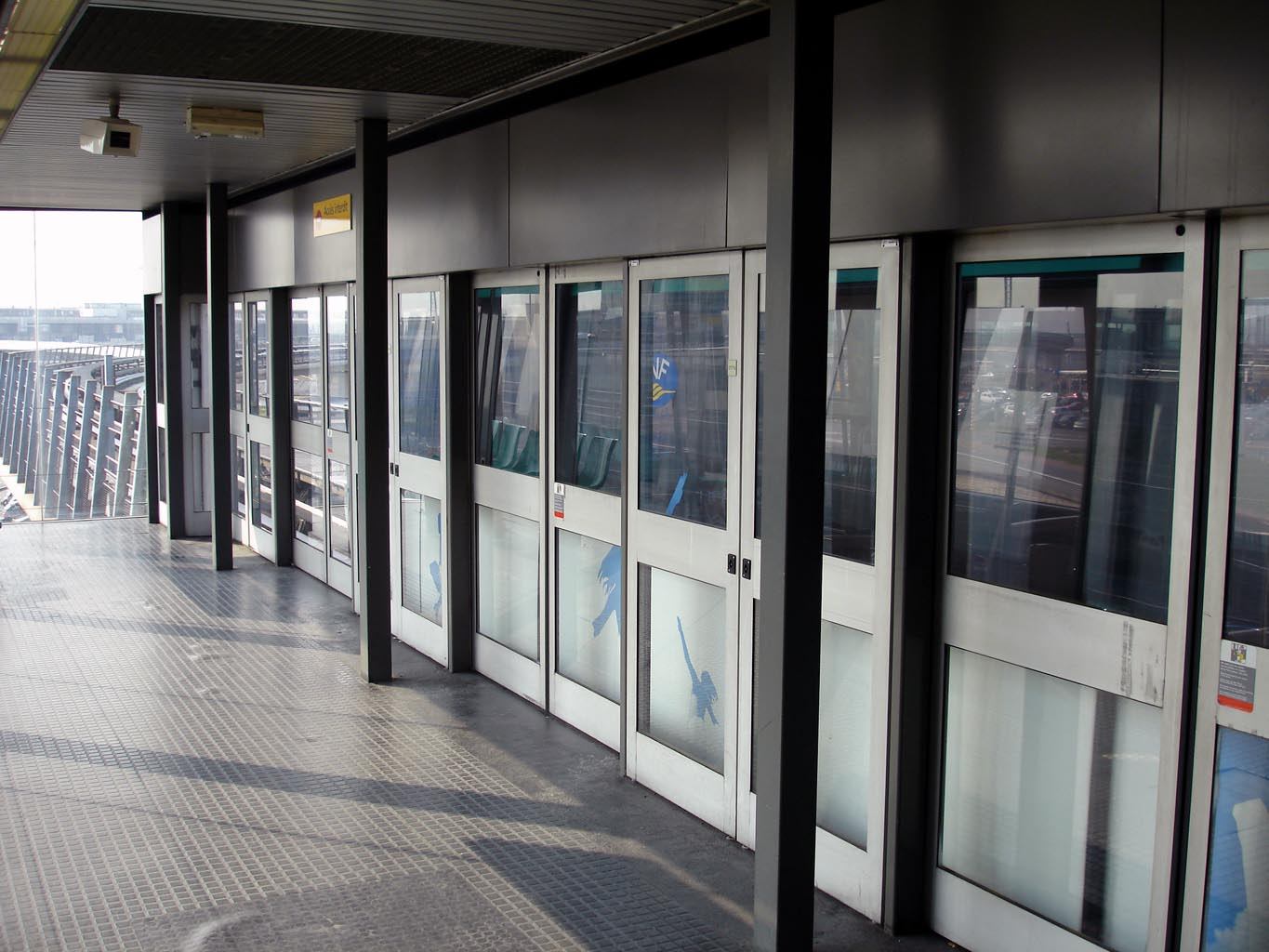
VAL系统的月台幕门
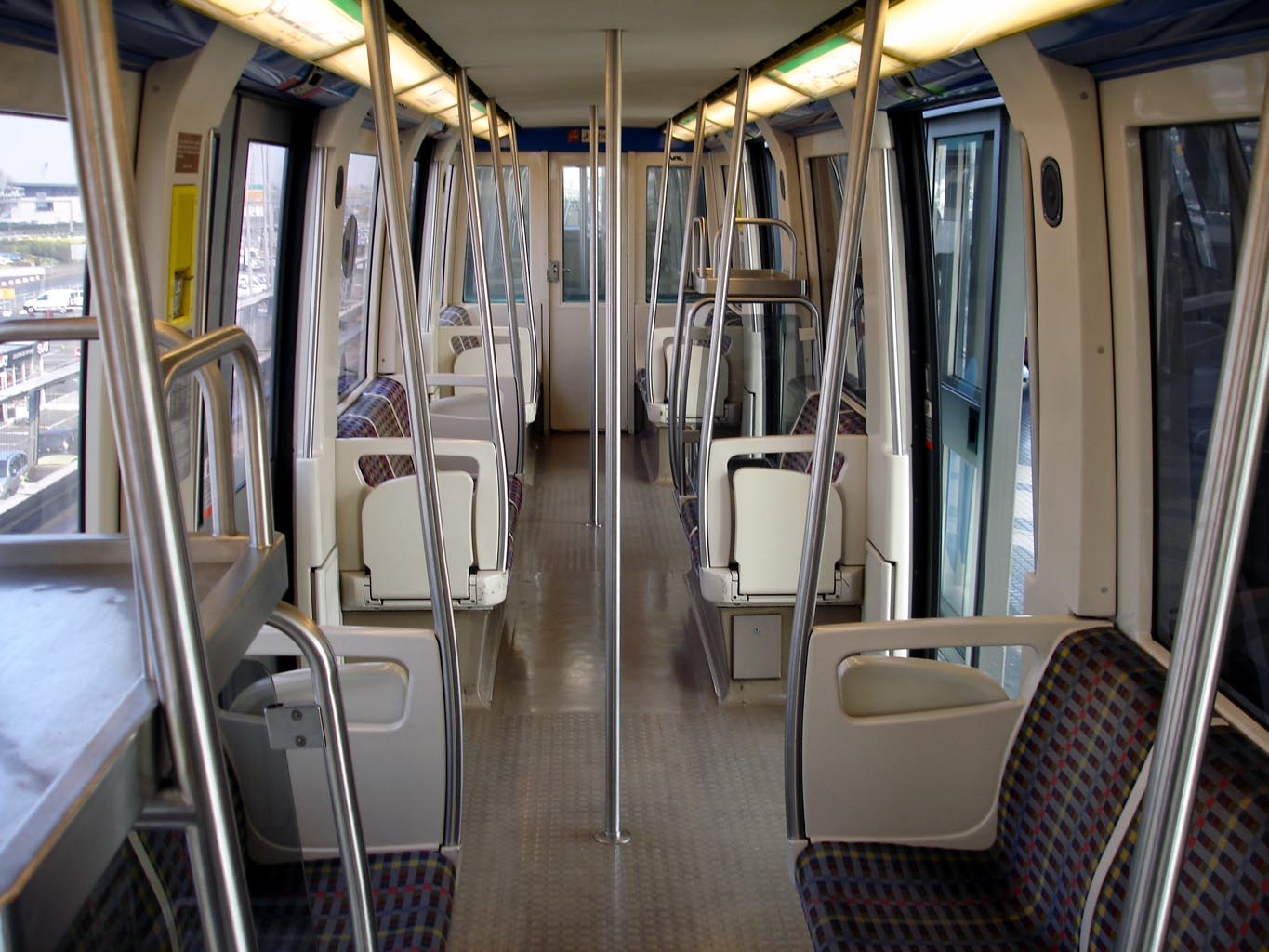
VAL 206内景

奧利機場內線使用西门子公司八列兩節車廂的的VAL 206型列车，最高時速為70公里/小時。每部列车可运载120人，每年平均运输里程为10万公里，略高于其他VAL列车的数值，但低于戴高乐机场内线（CDGVAL）使用之VAL 208的12万公里。高峰期，有6辆VAL 206投入运营，1辆停靠在车库。每辆VAL跑动6万公里要进行为期3至4个月的保养。2017年至2020年間，這八列火車正在逐步翻新，通過減少座位數量來增加運力，以方便攜帶行李的乘客出行。
VAL 206车内配有音讯系统，该系统可用法语、英语和西班牙语先后通告乘客行车资讯和到达下站所需时间。自2021年起，列車在車窗上安裝了四個LCD屏幕，通過與法蘭西24的合作，實時告知用戶航班時刻表、連接公共交通和國際信息。

## 運營

### 時間
奧利機場內線每天早上6點到晚上11：35運行。安東尼站和奧利4號航站樓之間的行程時間為6分鐘，而奧利 1、2、3 號和奧利4號之間的行程為 1分鐘。

### 票務
与巴黎和法兰西岛的其他轨道交通服务不同，奧利機場內線保持着特殊的计费系统，也就是不能使用各种周票、月票和年票等。不过，乘坐奧利機場內線的兒童4~10歲可以享受半票、3歲以下免費的服务。奧利機場內線單程票11欧元，轉乘RER B線到巴黎地铁任一車站為14.1歐元，至於機場航站樓之間則是免費的。

## 未来计划
未来，奥利机场附近将兴建一个新车站供法國高速鐵路互聯南线使用。为此，Orlyval可能将因此作出些许改变：
- 如果该站建在奥利机场的中心位置，那么Orlyval不会作出任何调整和改变。
- 如果建在奥利市中心，那么Orlyval将会延伸700米，增设一个新车站。
- 如果建在兰日斯兄弟站（法语：Gare de Rungis - La Fraternelle），那么Orlyval将会在彼处新增一个中途站。
- 如果建在兰日斯桥-奥利机场站（法语：Gare du Pont de Rungis - Aéroport d'Orly）（Pont de Rungis - Aéroport d'Orly）， 那么Orlyval将从奥利机场南站会向北部延长2.4公里，并新增一个车站。

## 外部連結
- Orlyval官方网站 （页面存档备份，存于）
- 巴黎大众运输公司（页面存档备份，存于）